# Платные дороги в Беларуси
BelToll или БелТол — система платных дорог, действующая в Республике Беларусь. Общая протяженность платных дорог составляет составляет 1 726 км.

## История
1 августа 2013 года в Республике Беларусь введена в коммерческую эксплуатацию электронная система сбора платы за проезд BelToll. Уже в начале своей работы система платных дорог показала свою эффективность: только за первую половину 2014 год BelToll принесла в бюджет более 20 млн долларов.
В систему BelToll периодически включаются новые участки. Расширение сети платных дорог в Беларуси осуществляется согласно планам правительства Республики Беларусь.

## Список платных дорог
| Дорога                                                                       | Начало платного участка, км | Конец платного участка, км | Платный отрезок, км |
| ---------------------------------------------------------------------------- | --------------------------- | -------------------------- | ------------------- |
| М1/E 30 Брест (Козловичи) — Минск — граница Российской Федерации (Редьки)    | -                           | 609                        | 609                 |
| М2 Минск — Национальный аэропорт Минск                                       | 15                          | 42                         | 27                  |
| М3 Минск — Витебск                                                           | 9                           | 41                         | 32                  |
| М4 Минск — Могилев                                                           | 16                          | 192                        | 176                 |
| М5/E 271 Минск — Гомель                                                      | 21                          | 130                        | 109                 |
| М5/E 271 Минск — Гомель                                                      | 130                         | 212                        | 82                  |
| М5/E 271 Минск — Гомель                                                      | 212                         | 296                        | 83                  |
| М6/E 28 Минск — Гродно — граница Республики Польша (Брузги)                  | 12                          | 57                         | 45                  |
| М6/E 28 Минск — Гродно                                                       | 57                          | 134                        | 77                  |
| М6/E 28 Минск — Гродно                                                       | 196                         | 212                        | 16                  |
| М6/E 28 Минск — Гродно — граница Республики Польша (Брузги) / Щучин — Гродно | 211                         | 287                        | 76                  |
| М7/E 28 Минск — Ошмяны — граница с Республикой Литва (Каменный Лог)          | 57                          | 148                        | 91                  |
| Р1 Минск — Дзержинск                                                         | 8                           | 35                         | 27                  |
| Р21 Витебск — Лиозно                                                         | 9                           | 53                         | 41                  |
| Р23 Минск — Микашевичи                                                       | 10                          | 80                         | 70                  |
| Р23 Минск — Микашевичи                                                       | 80                          | 99                         | 19                  |
| Р28 Минск — Нарочь                                                           | 12                          | 32                         | 20                  |
| Р99 Барановичи — Гродно                                                      | 16                          | 149                        | 120                 |
| Подъезд от Р99 Барановичи — Гродно к границе с Польшей                       | 0                           | 7                          | 6,5                 |

## Механизм работы системы
Система платы за проезд BelToll работает на основе специализированного устройства, установленного внутри транспортного средства. Устройство работает на основе радиосвязи на коротких расстояниях (DSRC), используемой во многих странах. Происходит оплата пользованием дорогой без необходимости снижения скорости или выбора определённой полосы движения при проезде через станции сбора платы. Обеспечивается непрерывное многополосное дорожное движение.
На платных дорогах расположены станции сбора платы за проезд (металлические порталы), оснащённые приёмопередатчиками, которые обеспечивают обмен информацией с бортовым устройством, установленным на лобовом стекле автомобиля. При прохождении транспортного средства через станцию сбора платы, система автоматически списывает средства со счёта бортового устройства. Счёт создаётся при регистрации пользователя в системе и получении бортового устройства.
Необходимо обратиться в пункт обслуживания электронной системы сбора платы за проезд BelToll, расположенные вблизи автодорожных погранпереходов, вдоль самих платных дорог и во всех областных центрах республики. Пункты работают в круглосуточном режиме.
Бортовое устройство крепится на лобовом стекле автомобиля и при проезде транспортного средства под порталами сбора платы обеспечивает списание средств за проезд.
На некоторых автомобилях установлены так называемые металлизированные или атермальные лобовые стекла, которые могут препятствовать считыванию сигнала от устройства.
Каждый раз при проезде под станцией сбора платы устройство издает один звуковой сигнал. Отсутствие сигнала при прохождении рамки говорит о вероятности получения штрафа в 100 евро из-за того, что оплата не списалась.

## Правила оплаты
Оплачивают проезд по платным дорогам следующие категории:
- Механические транспортные средства с технически допустимой общей массой более 3,5 т;
- Механические транспортные средства с технически допустимой общей массой не более 3,5 т, зарегистрированные за пределами Евразийского экономического союза (Россия, Беларусь, Казахстан, Армения, Киргизия).

От оплаты за проезд по платным дорогам, входящим в систему BelToll, освобождены водители, управляющие следующими видами транспортных средств:
- транспортные средства, зарегистрированные на территории государств — членов ЕАЭС, с технически допустимой общей массой не более 3,5 тонн, и буксируемые ими прицепы;
- мопеды и мотоциклы;
- колёсные тракторы и самоходные машины, зарегистрированные на территории Республики Беларусь;
- транспортные средства оперативного назначения;
- транспортные средства, используемые в целях обеспечения обороноспособности и правопорядка;
- маршрутные транспортные средства, осуществляющие городские перевозки пассажиров;
- транспортные средства, используемые в целях ликвидации чрезвычайных ситуаций или перевозок грузов гуманитарной помощи населению Республики Беларусь и других государств.

С августа 2015 года транспортные средства, зарегистрированные на территории Луганской и Донецкой областей Украины, с технически допустимой общей массой не более 3.5 тонн и буксируемые ими прицепы также освобождены от платы за проезд.

## Стоимость и оплата проезда
| Транспортные средства с допустимой общей массой до 3,5 тонн включительно      | 0,04 евро/км  |
| Транспортные средства с допустимой общей массой более 3,5 тонн, 2 оси         | 0,090 евро/км |
| Транспортные средства с допустимой общей массой более 3,5 тонн, 3 оси         | 0,115 евро/км |
| Транспортные средства с допустимой общей массой более 3,5 тонн, 4 оси и более | 0,145 евро/км |

Для передвижения по платным дорогам необходимо получить бортовое устройство, за которое нужно внести залог (20 евро для транспортного средства с допустимой общей массой не более 3,5 т и 50 евро для транспортного средства с допустимой общей массой более 3,5 т).
Оплату за проезд можно вносить наличными белорусскими рублями, банковскими карточками VISA, MasterCard (в любой валюте) или Белкарт. Также оплатить платную дорогу можно с помощью топливных карт E100, Eurowag, euroShell, Berlio, «Белоруснефть».

### Оплата в увеличенном размере
В случае выявления факта нарушения порядка пользования платными автодорогами Беларуси вносится плата в увеличенном размере, которая взимается с собственника (владельца) транспортного средства.
К нарушениям порядка оплаты относятся следующие случаи:
Полная неоплата
- отсутствие бортового устройства на транспортном средстве, на которое распространяются обязательства по оплате за проезд;
- отсутствие фиксации внесения платы за проезд на бортовом устройстве;
- использование неработающего бортового устройства;
- использование бортового устройства, не позволяющего произвести оплату за проезд в установленном порядке;
- использование бортового устройства в нарушение порядка технологической эксплуатации;
- неправомерное использование бортового устройства, предназначенного для транспортных средств, освобождённых от платы за проезд по платным дорогам.

Неполная оплата
- использование на транспортном средстве бортового устройства с установленным меньшим количеством осей, чем предписано руководством пользователя для данного транспортного средства;
- использование бортового устройства, не персонализированного для данного транспортного средства.

Размер платы за проезд транспортных средств по платным автомобильным дорогам Республики Беларусь в увеличенном размере:
- Для транспортных средств с допустимой общей массой не более 3,5 т. при полной неоплате взимается 100 евро, при неполной оплате — 50 евро.
- Для транспортных средств с допустимой общей массой более 3,5 т. при полной неоплате взимается 260 евро, при неполной оплате — 130 евро.

## Критика
- Австрийцу, недовольному штрафом BelToll, «добавили» ещё 6,5 миллионов за прорыв на границе[5]
- Эстонские туристы на платных дорогах Беларуси: «Попали» на 100 евро штрафа — и вдруг должны уже 200![6]
- Перевозчики против штрафов BelToll. Одни собираются «идти до конца», вторые опровергают масштаб проблемы[7]
- За время работы BelToll собрал только штрафами 12,7 млн евро[8]
- Сотрудник BelToll: «А мне плевать на вашу жалобу!»[9]
- Жалобы перевозчиков: BelToll несовершенна, штрафы — до 80 тыс. евро[10]
- BelToll. Как избежать штрафа €100![11]
- Украинский журналист воюет с BelToll и «транспортниками»: "Я больше никогда не поеду в Беларусь[12]
- Перевозчик: Ситуация с платными дорогами доведена до абсурда, такого беспредела, как с BelToll, больше нигде нет[13]
- BelToll в действии: лидчанин так и не доехал домой на новом Volkswagen Polo[14]
- ГРАБЕЖ ИЛИ ГЛУПОСТЬ. Беспредел на белорусских дорогах[15]